# Castiarina lukini
Castiarina lukini es una especie de escarabajo del género Castiarina, familia Buprestidae. Fue descrita científicamente por Barker en 1986.